# Venta del Moro (kommun)
Venta del Moro är en kommun i Spanien.   Den ligger i provinsen Província de València och regionen Valencia, i den centrala delen av landet, 220 km sydost om huvudstaden Madrid. Antalet invånare är 1 443.